# Hot Space
Hot Space és el desè àlbum d'estudi de la banda de rock britànica Queen. Va ser llançat el 21 de maig de 1982 per EMI Records al Regne Unit i per Elektra Records als EUA. Marcant un canvi notable d'orientació a partir del seu treball anterior, van adquirir molts elements de la música disco, el funk, el rhythm and blues, la dansa i la música pop.
Això va fer que l'àlbum fos menys popular entre els fans que preferien l'estil tradicional de rock que havien arribat a associar amb la banda.
La decisió de Queen d'enregistrar un àlbum orientat al ball va germinar amb l'èxit massiu obtingut als Estats Units del tema de 1980 "Another One Bites the Dust" (i, en menor mesura, l'èxit de la cançó al Regne Unit).
El single "Under Pressure", la col·laboració de Queen amb David Bowie, va sortir a la venda el 1981 i es va convertir en el segon primer número 1 del grup al Regne Unit.
Encara que inclòs a Hot Space, la cançó era un projecte independent i es va gravar abans de l'àlbum, abans de la controvèrsia sobre el nou so rock de Queen amb influència en un disc. El segon senzill de l'àlbum, "Body Language", va assolir el seu lloc al número 11 de les Llistes nord-americanes. Les vendes estimades de l'àlbum són actualment de 3,5 milions de còpies.
Al juliol de 2004, la revista Q va enumerar Hot Space com un dels quinze àlbums principals "on els grans actes de rock van perdre la trama".